# جامعة كريفي ريه الوطنية
جامعة كريفي ريه الوطنية مؤسسة تعليم عالي أوكرانية، (بالأوكرانية: Криворі́зький націона́льний університе́т) هي جامعة تقع في دنيبروبتروفسك أوبلاست، أوكرانيا. تأسست هذه الجامعة في سنة 1922